# Lijst van opperrabbijnen van Gelderland
Dit is een lijst van opperrabbijnen van het synagogaal ressort Gelderland.
| Ambtsperiode | Naam opperrabbijn            | Bijzonderheden |
| ------------ | ---------------------------- | -------------- |
| 1817 - 1822  | Seligman Lazarus Frenkel     |                |
| 1823 - 1828  | Jacob Steir                  |                |
| 1828 - 1833  | J. Levisson                  |                |
| 1833 - 1876  | Jacob Lehmans (ca.1807-1876) |                |
| 1876 - 1880  | Berend Berenstein            | a.i.           |
| 1880         | Jeremias Samuel Hillesum     | a.i.           |
| 1880 - 1895  | Tobias Tal                   |                |
| 1895 - 1918  | Lion Wagenaar                |                |
| 1918 - 1942  | Joël Vredenburg              |                |
| 1942 - 1945  | Abraham Salomon Levisson     |                |